# ルドニャ
座標: 北緯54度24分30秒 東経32度26分32秒 / 北緯54.40833度 東経32.44222度

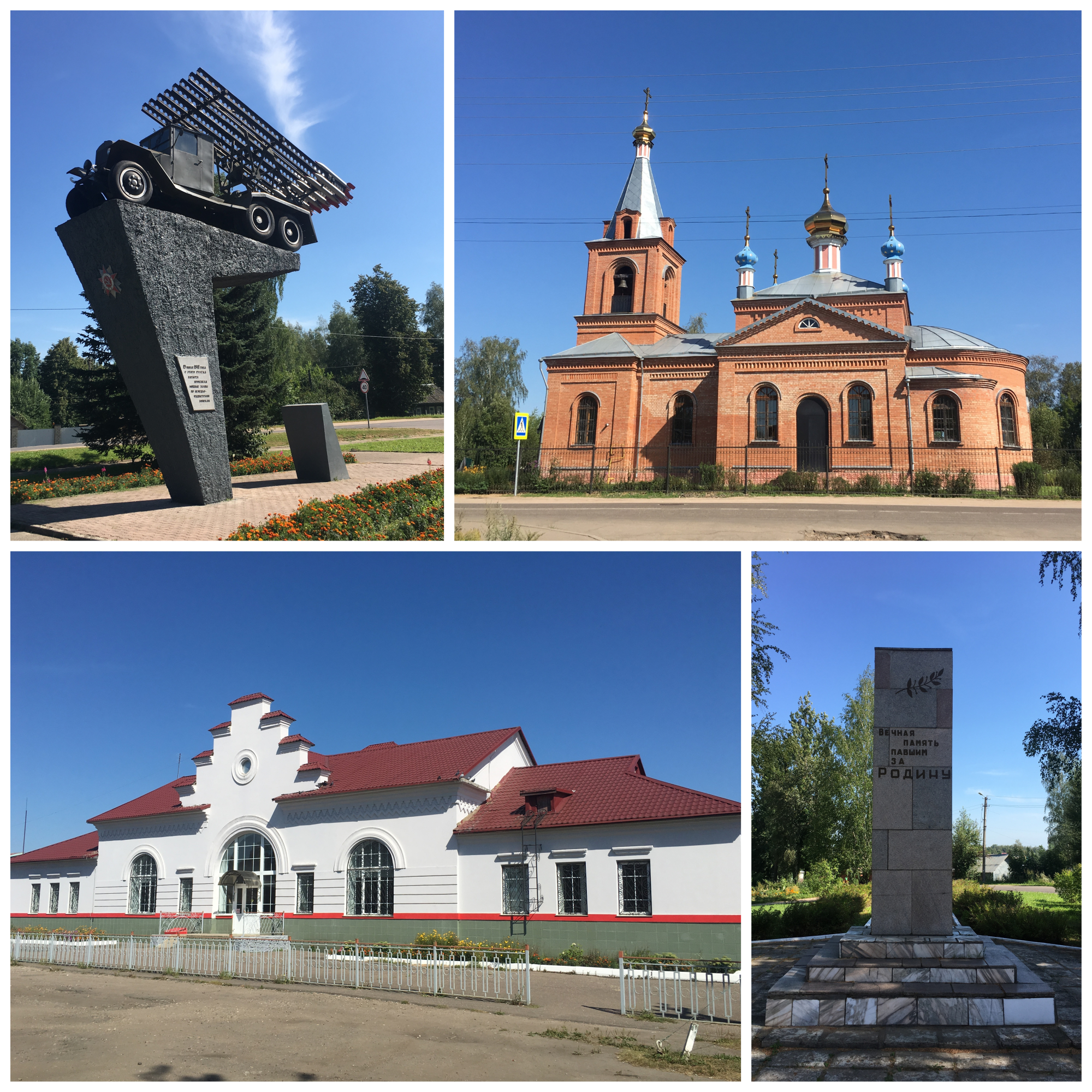

ルドニャ（ルードニャ、ロシア語: Ру́дня, Рудня、ラテン文字表記の例: Rudnya）は、ロシアのスモレンスク州にある町。人口は8,908人（2021年）。ロシアとベラルーシの国境にほど近い。

## 地理
ルドニャはヴィテプスク高地にあり、ドニエプル川の支流ベレジナ川へと注ぐマーラヤ・ベレジナ川（Malaya Berezina）が流れる。州都スモレンスクからは北西へ68キロメートル。
1868年に開通したスモレンスク-ヴィテプスク-ポラツク間の鉄道が通る。この鉄道は後にリガ-オリョール間の鉄道の一部となった。

## 歴史
ルドニャは、1363年に「ロドニャ」（Rodnya）の名で記録に初出している。後にルドニャの名に変わり、1926年に市となった。
第二次世界大戦では1941年7月14日にドイツ国防軍に占領され、1943年9月29日にスモレンスクの戦いの一部をなすドゥホフシチーナ・デミドフ攻略作戦の過程で、赤軍カリーニン戦線により奪回された。
現在はおもに農産物の加工などが主産業となっている。